# Tartan Army

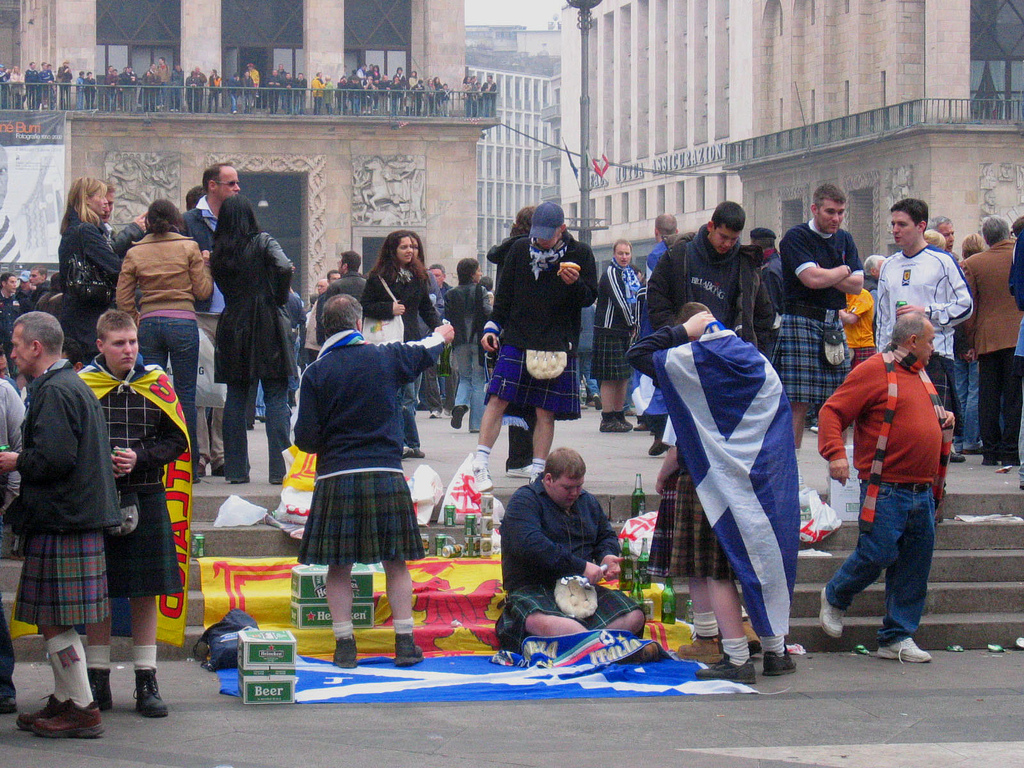
La Tartan Army a Milano

La Tartan Army è la tifoseria della Nazionale di calcio della Scozia. I supporter scozzesi sono stati nominati i fan più amichevoli al mondo durante i Mondiali di calcio di Francia '98 e hanno ottenuto numerosi riconoscimenti sia dall'UEFA sia dalla FIFA per l'originale combinazione tra l'entusiastico sostegno e la loro natura amichevole.
La Tartan Army segue le partite della selezione scozzese sia in casa sia all'estero, ottenendo spesso la simpatia dei tifosi locali, anche per l'abbigliamento composto dall'immancabile kilt e vari vessilli nazionali.